# Jeremy West
Jeremy West (Kingston Vale, 29 de abril de 1961) es un deportista británico que compitió en piragüismo en la modalidad de aguas tranquilas. Ganó dos medallas de oro en el Campeonato Mundial de Piragüismo de 1986.
Participó en dos Juegos Olímpicos de Verano en los años 1984 y 1988, su mejor actuación fue un quinto puesto logrado en Los Ángeles 1984 en la prueba de K4 1000 m.

## Palmarés internacional
| Campeonato Mundial | Campeonato Mundial | Campeonato Mundial | Campeonato Mundial |
| Año                | Lugar              | Medalla            | Evento             |
| ------------------ | ------------------ | ------------------ | ------------------ |
| 1986               | Montreal (Canadá)  | Medalla de oro     | K1 500 m           |
| 1986               | Montreal (Canadá)  | Medalla de oro     | K1 1000 m          |